# Opius saovicentensis
Opius saovicentensis är en stekelart som beskrevs av Fischer 1966. Opius saovicentensis ingår i släktet Opius och familjen bracksteklar. Inga underarter finns listade i Catalogue of Life.